# Delias caeneus
Delias caeneus är en fjärilsart som först beskrevs av Carl von Linné 1758.  Delias caeneus ingår i släktet Delias och familjen vitfjärilar. Inga underarter finns listade i Catalogue of Life.